# Distrito de Udhampur
Udhampur es un distrito de la India situado en el territorio de Jammu y Cachemira. Tiene una población estimada, según los datos del censo de 2011, de 557 689 habitantes.
Comprende una superficie de 2380 km².
Luego de la división de la India y la formación de Pakistán, el distrito ha sido objeto de disputa entre ambos países, lo que ha resultado en la instalación de bases militares en la zona.